# 郑氏北七角摇蚊
郑氏北七角摇蚊（学名：Boreoheptagyia zhengi），一种于中国云南省保山市隆阳区芒宽彝族傣族乡高黎贡山自然保护区百花岭附近发现的双翅目昆虫，隶属于摇蚊科北七角摇蚊属。以种小名源自中国昆虫学家郑乐怡的姓氏，以感谢其对中国昆虫分类研究的贡献。

## 鉴别特征
触角7鞭节；翅除臀角区域光秃外其他区域覆盖微毛。肋脉延伸175㎛长。R脉具31根刚毛，R1脉具34根刚毛；R4+5脉具31根刚毛。上附器圆形，硬化良好；生殖刺突具有2根小粗刚毛（megasetae）。